# Moju
Moju là một đô thị thuộc bang Pará, Brasil. Đô thị này có diện tích 9093,85 km², dân số năm 2007 là 64385 người, mật độ 7,08 người/km².